# Чарпая

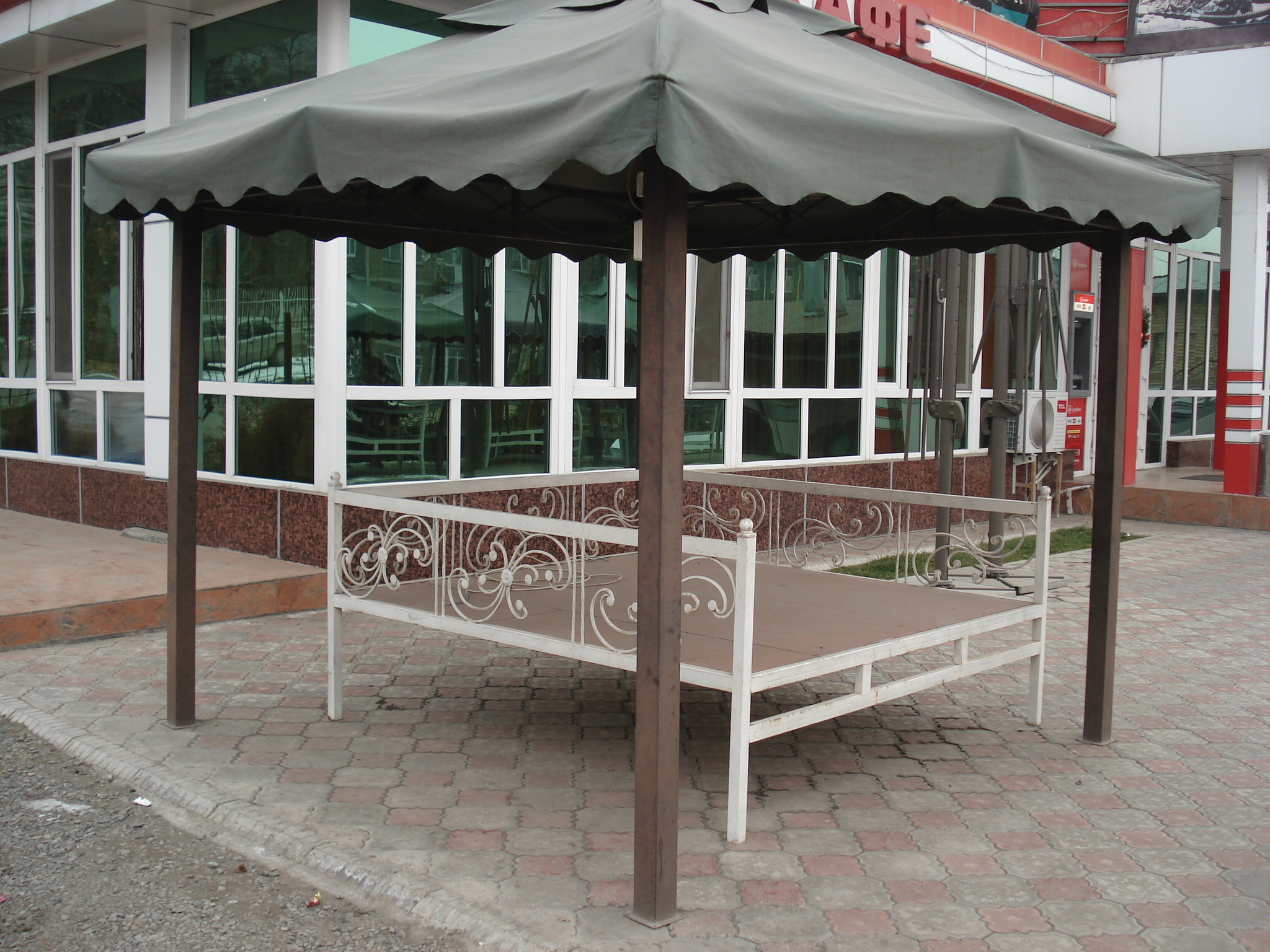
Трёхбортная металлическая чарпая

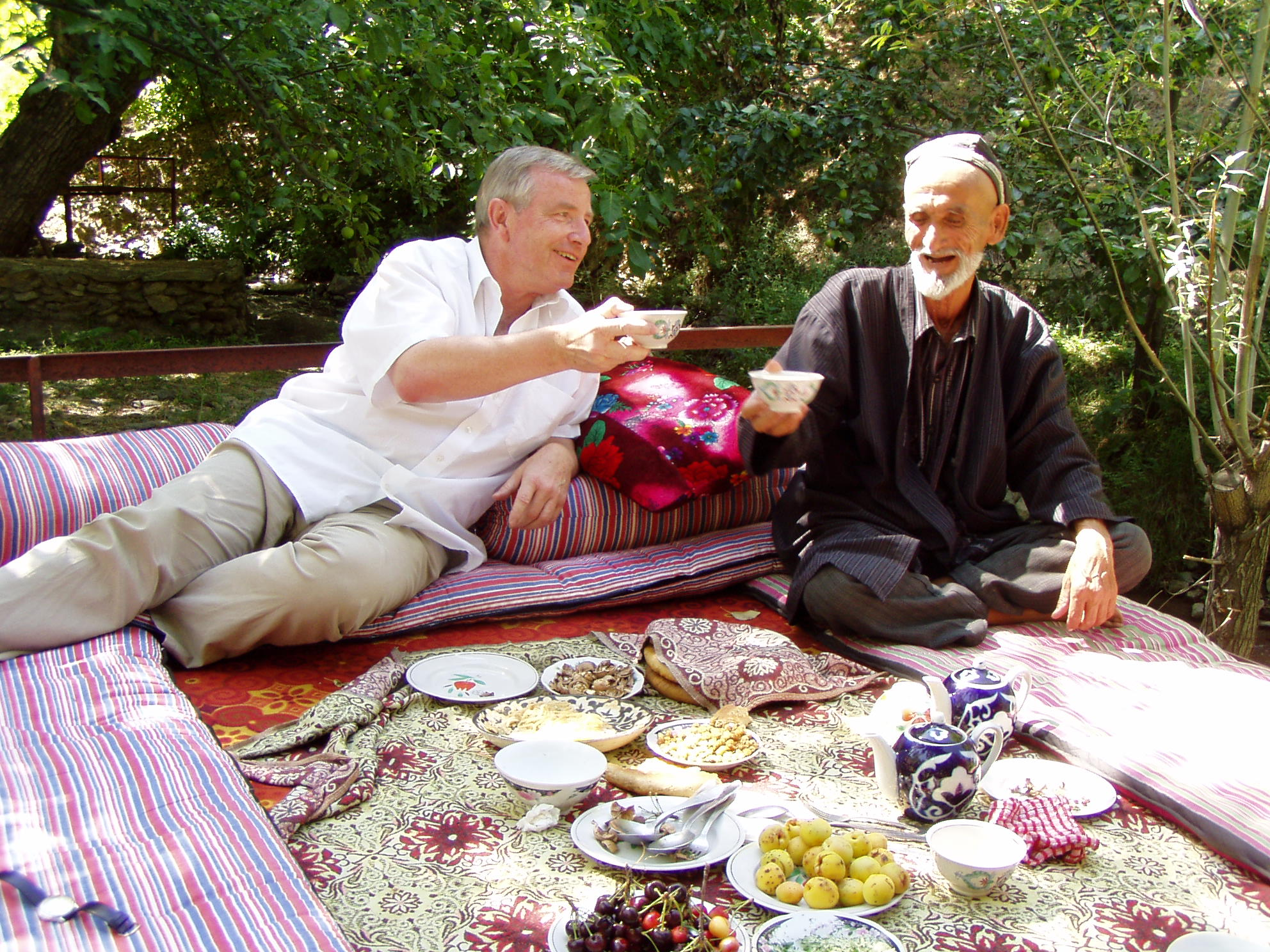
Чаепитие на чарпае

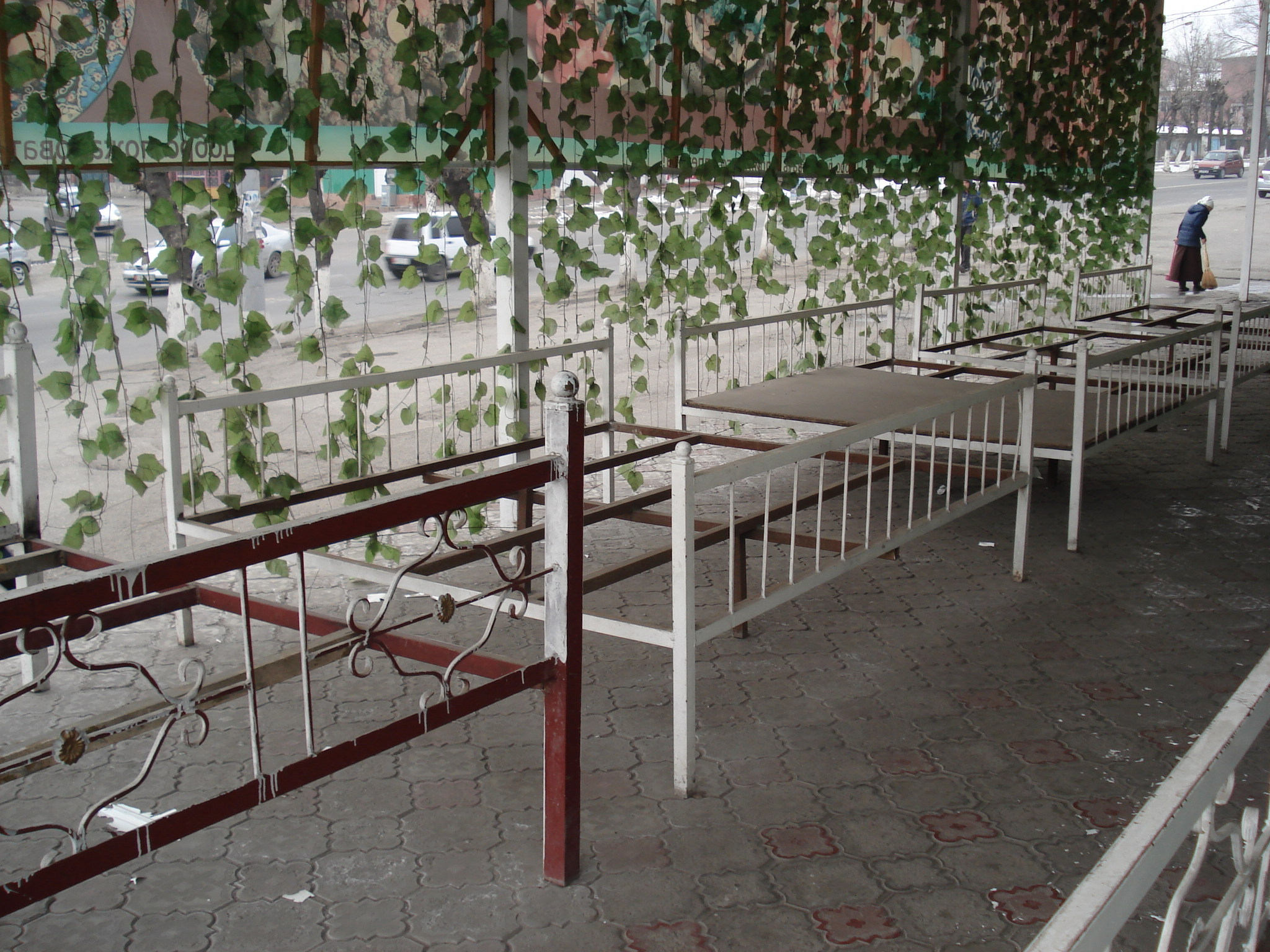
Каркасы двухбортных металлических чарпай

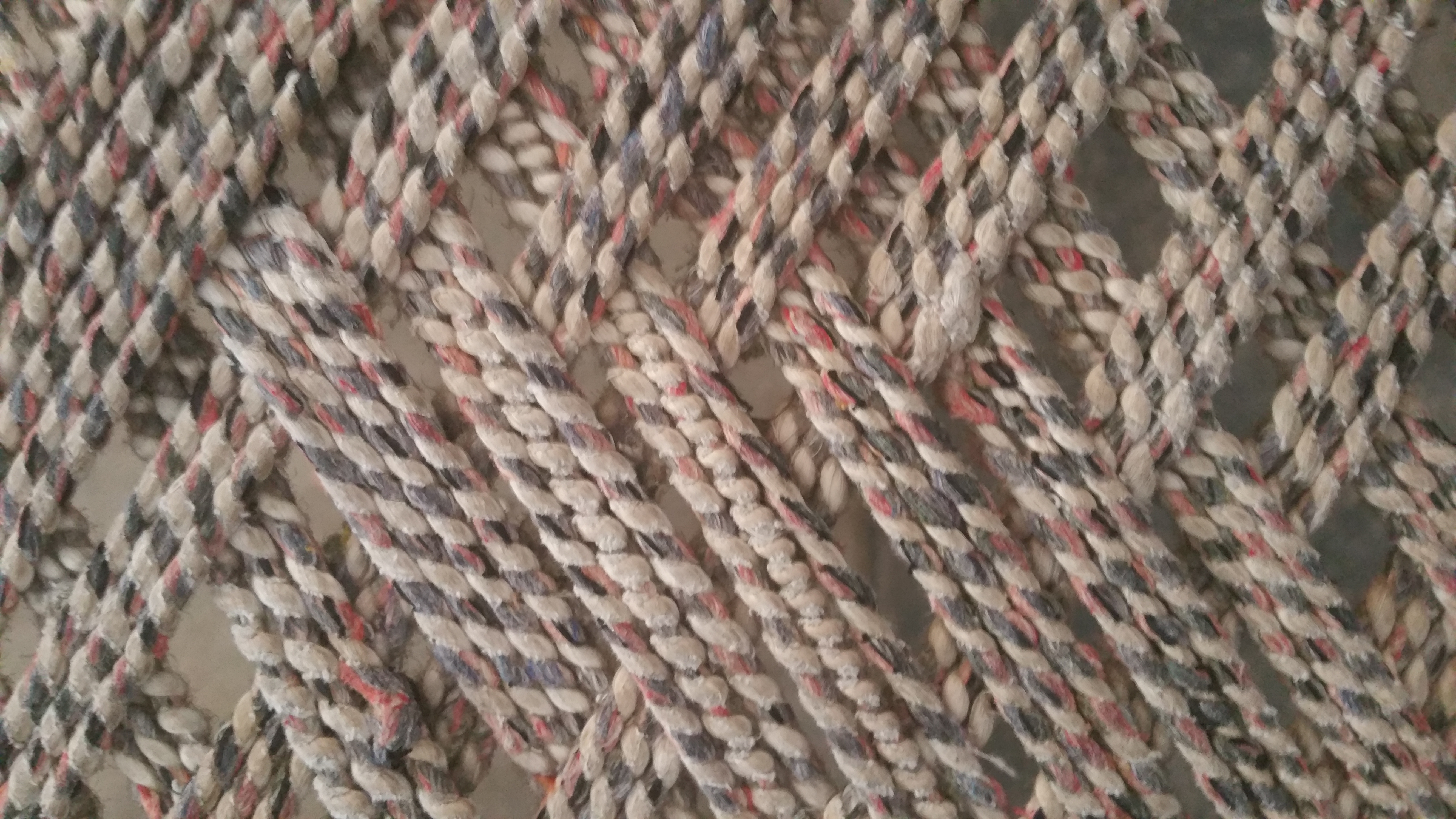
Узор индийской чарпаи

Чарпая́, сёорю (кирг. чарпая, сөөрү) — прямоугольная или квадратная платформа-топчан в чайхане или частном доме в Средней Азии.

## Этимология
Согласно Киргизско-русскому словарю Юдахина, чарпая — это «большая деревянная кровать на несколько человек; обычно ставится на открытом воздухе или в чайхане». В переводе с хинди, урду и персидского «char» означает «четыре», «paya» — «ногий» («pay» — «нога»), «чарпая» — «четырёхногий».

## Применение
Чарпая используется в тёплое время года для трапез и отдыха. Обычно её ставят в тени деревьев во дворе дома или чайханы, также чарпая может быть установлена под навесом или на веранде. Для трапез в центр чарпаи стелится скатерть дастархан или ставится стол с низкими ножками. Люди садятся вокруг дастархана на ватные стёганые тюфяки (кирг. төшөк, каз. төсек, узб. toʻshak, тўшак). Чарпая также может использоваться для отдыха и сна на воздухе в летний период.

## Конструкция
Среднеазиатские чарпаи бывают двух видов: с тремя бортами и с двумя бортами. Двухбортные чарпаи по внешнему виду напоминают большую кровать. Они обычно имеют прямоугольную форму, борта расположены с коротких сторон. Трёхбортные чарпаи обычно имеют квадратную форму. Для изготовления чарпаи традиционно используется древесина, каркас дешёвых современных конструкций часто делается из металла.
В Индии чарпая представляет собой деревянную раму на четырех ногах и бечёвочного переплёта.